# Пычас
Пыча́с (удм. Пыӵас) — село в Можгинском районе Удмуртии. Административный центр муниципального образования Пычасское.
Расположено в левобережье реки Пычас в 15 км к северо-востоку от Можги и в 60 км к юго-западу от Ижевска. Через село проходит ж.-д. линия Москва — Казань — Екатеринбург.
В селе имеются: одноимённая железнодорожная станция, птицеводческий комплекс, больница, средняя школа, дом культуры, дом творчества, библиотека, два детских сада, производство почвогрунтов.
В 1937—1956 годах Пычас был центром Пычасского района. В 1960—1997 годах имел статус посёлка городского типа.

## Население
| 1970 | 1979  | 1989  | 2002  | 2008  | 2010  | 2012  |
| ---- | ----- | ----- | ----- | ----- | ----- | ----- |
| 3682 | ↘3640 | ↘3609 | ↘3219 | ↗3477 | ↘2998 | ↗3056 |